# Syngamia plicata
Syngamia plicata là một loài bướm đêm trong họ Crambidae.